# Podzámčok
Podzámčok es un municipio del distrito de Zvolen en la región de Banská Bystrica, Eslovaquia, con una población estimada a final del año 2024 de 555 habitantes.
Se encuentra ubicado en el centro-oeste de la región, en los montes Centrales Eslovacos y la cuenca hidrográfica del río Hron —un afluente izquierdo del Danubio— y cerca de la frontera con la región de Nitra.

## Demografía
| Año        | 1994 | 2004    | 2014     | 2024    |
| ---------- | ---- | ------- | -------- | ------- |
| Población  | 337  | 336     | 512      | 555     |
| Diferencia |      | −0,29 % | +52,38 % | +8,39 % |

| Año        | 2023 | 2024    |
| ---------- | ---- | ------- |
| Población  | 554  | 555     |
| Diferencia |      | +0,18 % |